# Qone
Qone (Qoneqone, Xwoni, Lokwal, Nukwimalh, Moon, Honne), Qone je transformerska figura, vrsta heroja uobičajena u mitologiji mnogih plemena sjeverozapadne obale. U mitologiji Chehalisa, Qone je unio ravnotežu u svijet koristeći svoje moći da promijeni ljude, životinje i krajolik u oblike koje danas imaju. Nakon što je to postigao, sebe je pretvorio u mjesec, a svog mlađeg brata u sunce.
Izvorno je postojala jaka razlika između Transformer Moona i bezobraznog prevaranta Xwuna. U moderno doba ta je razlika gotovo nestala. Vjerojatno je da je ime "Qone" zapravo iskrivljeno ime Xwun, a posredni oblik "Honne" neki moderni pripovjedači koriste za označavanje Mjeseca, a drugi za označavanje Varalice. Pustolovine Xwuna rijetko se više čuju osim u nekoliko antropoloških tekstova, a mnogi domorodački pripovjedači danas naizmjenično spominju dva čarobna heroja.